# Niwy (Borkowice)
Niwy – przysiółek wsi Borkowice, położony w Polsce, w województwie opolskim, w powiecie brzeskim, w gminie Lewin Brzeski. Wchodzi w skład sołectwa Borkowice.
W latach 1975–1998 przysiółek należał administracyjnie do województwa opolskiego.

## Historia
W XIX w. wieś posiadała własną pieczęć gminną, na której wizerunku przedstawiono  stojącego koguta o wygiętym ogonie, zwróconego w prawą stronę.